# Bruno Petković
Bruno Petković, född 16 september 1994 i Metković i Kroatien, är en kroatisk fotbollsspelare som spelar för Dinamo Zagreb. Han representerar även det kroatiska landslaget.